# Vraincourt
Vraincourt is een gemeente in het Franse departement Haute-Marne (regio Grand Est) en telt 97 inwoners (2009). De plaats maakt deel uit van het arrondissement Chaumont.

## Geografie
De oppervlakte van Vraincourt bedraagt 3,5 km², de bevolkingsdichtheid is dus 27,7 inwoners per km².
De plaats ligt aan de rivier de Aire.
De onderstaande kaart toont de ligging van Vraincourt met de belangrijkste infrastructuur en aangrenzende gemeenten.

## Demografie
Onderstaande figuur toont het verloop van het inwonertal (bron: INSEE-tellingen).